# 호세 로사도
호세 안토니오 로사도(Jose Antonio Rosado, 1974년 11월 9일 ~ )는 미국의 전 야구 선수이다.

## 선수 시절

### 미국 프로야구 시절
1996년에 캔자스시티 로열스에 입단하였다.

## 야구선수 은퇴 후
2011년부터 뉴욕 양키스의 투수코치로 활동하다가 2013년부터 푸에르토리코의 WBC 투수코치로 활동했다. 2021년부터 한화 이글스의 투수코치로 활동했다.